# Figolla
La figolla es un tipo de pastelillo originario de Malta, relleno con una pasta similar al mazapán. La figolla  se sirve como dulce de Pascua. A menudo los pastelillos tienen forma de corazones, cruces, estrellas, peces, u otros símbolos vinculados con el cristianismo, particularmente el catolicismo.

## Preparación
La figolla se prepara con harina común, mantequilla, azúcar en polvo, esencia de vainilla, huevos, ralladura de cáscara de limón y agua.
El relleno que es similar al mazapán, se prepara con almendras molidas, azúcar en polvo, claras de huevo y esencia de almendras. En ciertas recetas se agrega ralladura de cáscara de naranja o limón. Los figolla generalmente se cubren con azúcar glas o chocolate derretido.

## Tradición
En Malta, tradicionalmente la figolla se hornean durante la Semana Santa en la denominación del cristianismo católica y se entregan a los niños/familiares cercanos o amigos para que los coman el domingo de Pascua. Algunos pueblos malteses tienen una tradición en la que los figolla son bendecidos por un sacerdote en la plaza fuera de la iglesia junto con los modernos huevos de Pascua de chocolate.
En la actualidad la figolla se produce y comercializa durante todo el año.

## Origen
Se cree que los figolli (plural de figolla) tiene raíces sicilianas antiguas ya que la palabra proviene de la palabra siciliana figulina que significa ‘figura’. Estos también se hornearon con fines religiosos y también para la victoria contra invasores como los turcos, que también fueron hechos para ser figuras también en recuerdo de esos eventos. Estas figulinas horneadas en la antigua Sicilia, no son actualmente tan populares en esa isla, sí los son en Malta, donde se ha conservado la tradición.